# سوزن‌ماهی رودخانه الن
سوزن‌ماهی رودخانه الن (نام علمی: Zenarchopterus alleni) نام یک گونه از تیره نیم‌منقارماهی‌های زنده‌زا است.